# Impatiens teitensis
Impatiens teitensis är en balsaminväxtart. Impatiens teitensis ingår i släktet balsaminer, och familjen balsaminväxter.

## Underarter
Arten delas in i följande underarter:
- I. t. oblanceolata
- I. t. teitensis